# Фурманов, Александр Родионович
Александр Родионович Фурманов (Фурман) (24 августа 1914, с. Большое Михайловское, Больше-Михайловская волость, Александровский уезд, Екатеринославская губерния, Российская империя — 21 сентября 1990, Свердловск, РСФСР, СССР) — Герой Социалистического Труда (1971), управляющий трестом «Уралтяжтрубстрой» Министерства строительства предприятий тяжёлой индустрии СССР в городе Свердловск.

## Биография
Родился 24 августа 1914 года в селе Большое Михайловское (село Тифинбрун) Александровского уезда, Екатеринославской губернии (ныне — город Молочанск, Токмакский район Запорожской области, Украина) в крестьянской семье Фурман Радиона Даниловича (умер в 1932 году) и Фурман Анны Ивановны (умерла в 1926 году), по национальности немцы.
В январе 1930 года вступил в комсомол. В 1931 году поступил, а в 1935 году закончил Кировградский строительный техникум 10-м выпуском прорабов.
Трудовую деятельность начал 8 июня 1935 года конструктором на строительстве Попаснянского вагоноремонтного завода, а с декабря 1935 года мастером на строительстве Лисичанского азотно-тукового комбината в Ворошиловградской области. С апреля по октябрь 1937 года был мобилизован рядовым строительного батальона в РККА, строил секретные объекты. Со 2 октября 1938 года работал на должности старшего десятника, с 7 декабря 1938 года переведён временно исполняющим обязанности прораба на участке № 3, а с 1 августа 1939 года — прораб участка № 3 Лисичанской КУСУ «Донбасстяжстрой».
В 1941 году был эвакуирован в составе строительной организации на Урал. С 25 августа 1941 года уже прораб участка № 1 в 4-м стройуправление О. С. Ш. Г. № 11, затем начальник участка на строительстве Северского металлургического завода в городе Полевской Свердловской области в 1941—1950 годах. С 1950 года работал главным инженером Промстроя № 2 треста «Уралтяжтрубстрой», затем начальником Промстроя № 1, главным инженером, начальником Первоуральского управления строительством. Был управляющим трестом «Уралтяжтрубстрой» Главсредуралстрой Минстроя РСФСР в 1964—1978 годах. В 1978 году вышел на пенсию.
Скончался 21 сентября 1990 года и был похоронен на Широкореченском кладбище Свердловска.

### Семья
Женился 17 января 1937 года в Лисичанске на учительнице русского языка начальных классов Любови Андреевной Егорушкиной (Фурман) (род. 26.10.1914), у них родился сын Фурманов, Борис Александрович 19 декабря 1936 года (по паспорту 17 декабря 1936 года) в Северодонецке.

## Награды
За свои достижения был награждён:
- 22.12.1954 — медаль «За трудовое отличие»;
- 09.08.1958 — орден Трудового Красного Знамени;
- 11.08.1966 — орден Трудового Красного Знамени;
- 05.04.1971 — звание Герой Социалистического Труда с вручением золотой медали Серп и Молот и ордена Ленина «за выдающиеся успехи в выполнении заданий пятилетнего плана по строительству и вводу в действие производственных мощностей, жилых домов и объектов культурно-бытового назначения».